# Chain O' Lakes-King
Chain O' Lakes-King é uma Região censo-designada localizada no estado norte-americano de Wisconsin, no Condado de Waupaca.

## Demografia
Segundo o censo norte-americano de 2000, a sua população era de 2215 habitantes.

## Geografia
De acordo com o United States Census Bureau tem uma área de
14,4 km², dos quais 11,2 km² cobertos por terra e 3,2 km² cobertos por água.

## Localidades na vizinhança
O diagrama seguinte representa as localidades num raio de 20 km ao redor de Chain O' Lakes-King.